# Marouane Fellaini
Marouane Fellaini Bakkioui (Etterbeek, 22 november 1987) is een Marokkaans-Belgische voormalig voetballer die doorgaans als middenvelder speelde. Hij voetbalde van 2006 tot 2023 achtereenvolgens voor Standard Luik, Everton, Manchester United en Shandong Taishan. Fellaini speelde 87 interlands voor het Belgisch voetbalelftal tussen 2007 en 2019 waarin hij 18 keer tot scoren kwam. Hij speelde mee op het wereldkampioenschap voetbal 2014 en in 2018 alsook op het Europees kampioenschap voetbal 2016.

## Clubcarrière

### Jeugd
Fellaini, wiens Marokkaanse ouders uit Tanger komen, werd geboren in het Brusselse Etterbeek. Zijn vader, Abdellatif Fellaini, voetbalde in de jaren 70 als doelman voor onder andere Londerzeel SK, FC Eclair en de Marokkaanse eersteklasser IR Tanger. Fellaini werd op zevenjarige leeftijd opgenomen in de jeugdopleiding van RSC Anderlecht. Tijdens zijn opleiding bij Paars-Wit werd hij verwezen naar de provinciale reeksen. Omdat Fellaini het liefst in de nationale reeksen wou voetballen, verliet hij in 1997 de club. Via de Henegouwse clubs RAEC Mons, R. Francs Borains en Sporting Charleroi belandde hij uiteindelijk in 2004 bij Standard Luik. Op zeventienjarige leeftijd tekende hij er zijn eerste profcontract.

### Standard Luik
In het seizoen 2006/07 was hij samen met Steven Defour, Axel Witsel en Milan Jovanović een van de nieuwe gezichten in de selectie van Standard. Hij maakte zijn debuut onder trainer Johan Boskamp. De box-to-box middenvelder groeide meteen uit tot een vaste waarde bij de Rouches. Op 26 mei 2007 bereikte hij met Standard de bekerfinale. De Rouches verloren daarin met 1-0 van Club Brugge. In 2007 kon Fellaini rekenen op interesse van Manchester United, Real Madrid, Aston Villa, Tottenham Hotspur en Bayern München. Even dreigde hij Standard te verlaten via de wet van '78, maar uiteindelijk tekende Fellaini toch bij. In zijn tweede seizoen voor Standard veroverde hij met zijn ploeggenoten de landstitel. Dit was voor Standard de eerste landstitel in 25 jaar. Na afloop van het seizoen kreeg hij de Ebbenhouten Schoen en greep hij net naast de trofee voor Profvoetballer van het Jaar.
In de zomer van 2008 veroverde Fellaini met Standard de Supercup, al kwam hij zelf niet in actie in het duel tegen Anderlecht. In de voorrondes van de Champions League speelde hij wel. Standard speelde tegen Liverpool in zowel in de heen- als de terugwedstrijd met 0-0 gelijk. Uiteindelijk dolven de rouches na verlengingen het onderspit.
Op de laatste dag van de transferperiode van de zomer van 2008 tekende Fellaini een contract voor vijf seizoenen bij Everton. De club van manager David Moyes legde ruim € 18.500.000,- op tafel voor de Luikse middenvelder. Het was op dat moment de duurste Belgische transfer ooit. Ook voor Everton was het een recordtransfer. Dit was zowel voor de speler als de club financieel een gouden zaak. Hij speelde 84 keer voor Standard en scoorde daarin 12 keer.
Op 21 januari 2009 werd de Gouden Schoen uitgereikt. Fellaini, die op dat moment al een half jaar voor Everton uitkwam, won de eerste stemronde met 179 punten. In de tweede stemronde kon hij als speler van Everton geen punten krijgen. Hij werd uiteindelijk derde na gewezen ploegmaats Axel Witsel en Milan Jovanović. Hij werd wel verkozen tot beste Belg in het buitenland.

### Everton

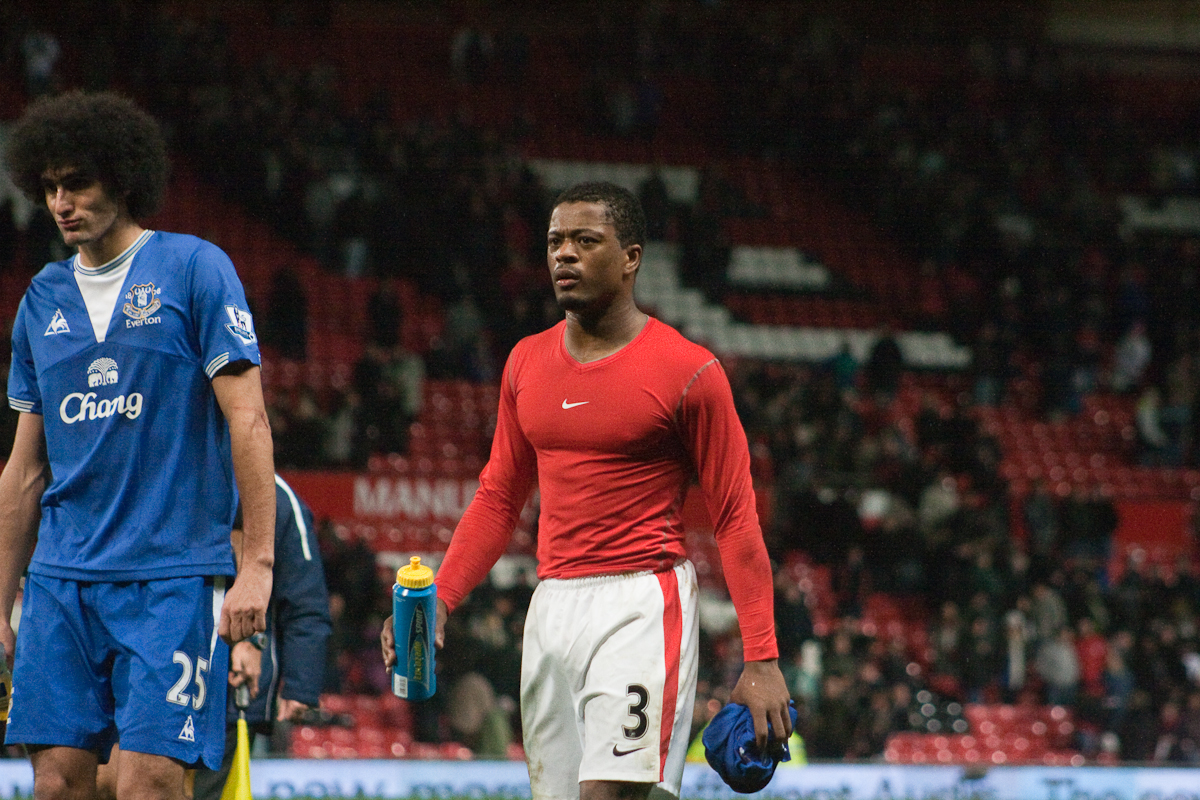
Fellaini (links) naast Patrice Evra op Old Trafford.

Op 14 september 2008 maakte Fellaini zijn officiële debuut voor Everton. Hij speelde toen mee in een competitiewedstrijd tegen Stoke City. Zijn eerste goal voor The Toffees maakte hij op 5 oktober tegen Newcastle United. Met Everton stond hij op 30 mei 2009 in de finale van de strijd om de FA Cup. Hij was pas de derde Belg die hierin slaagde na Nico Claesen (in 1987 met Tottenham) en Philippe Albert (in 1998 met Newcastle). Daarin verloor de ploeg van coach David Moyes met 2-1 van Chelsea door goals van Didier Drogba en Frank Lampard. Fellaini speelde de volledige finale en leverde al na 25 seconden een assist af aan Louis Saha. dit was de snelste goal ooit in 128 Cup Finals. Na afloop van het seizoen 2008/09 werd hij verkozen tot beste jongere van Everton.
Fellaini speelde zich in Engeland niet alleen in de kijker door zijn potige stijl, maar evenzeer door zijn opvallend afrokapsel. Zijn haardos zette supporters aan om gelijkaardige pruiken aan te trekken en leverde hem bijnamen als "The Perminator" en "Hairo" op. Ook op sportief vlak ging het hem voor de wind. Fellaini groeide in zijn tweede seizoen in de Premier League uit tot een sterkhouder van Everton. Op 16 januari 2010 werd hij verkozen tot "Man van de Match" na een duel tegen Manchester City. Net geen maand later blesseerde hij zich na een tackle van Sotirios Kyrgiakos. Fellaini was voor de rest van het seizoen buiten strijd.
Fellaini keerde terug voor het seizoen 2010/11, maar bijna exact een jaar na zijn vorige, zware blessure viel hij opnieuw uit. In een bekerduel tegen Chelsea blesseerde hij zich aan de enkel. Opnieuw stond hij maanden aan de kant. Desondanks werd hij in april 2011 opnieuw gelinkt aan Manchester United. In november 2011 verlengde hij zijn contract tot 2016. Tijdens het begin van het seizoen 2012/13 werd snel duidelijk dat Marouane Fellaini zijn club Everton stilaan te zijn ontgroeid. In december 2012 scoorde hij vier competitiedoelpunten en gaf hij twee assists. De middenvelder zorgde er in november bijna op eigen houtje voor dat Everton in de race voor Europees voetbal bleef. Zo scoorde Fellaini de gelijkmaker tegen Arsenal en Sunderland en was hij tegen Fulham goed voor beide doelpunten in een 2-2 draw. Dat leverde hem de titel 'Speler van de Maand' op. Hij zat op dat ogenblik al aan acht treffers in de Premier League, waardoor hij een van de meest begeerde spelers op de transfermarkt werd. Hij wou in de komende wintermercato al vertrekken in Goodison Park, of anders ten laatste volgende zomer. Chelsea en Manchester United toonden al interesse. Fellaini prijkt op verlanglijst Manchester United en Chelsea FC In zijn laatste seizoen was Fellaini Everton ontgroeid. Hij scoorde elf keer en gaf hij zes assists in 31 wedstrijden. In 5 jaar Everton kwam hij 177 keer in actie. Hierin scoorde hij 33 keer en was hij 26 keer beslissend met een assist.

### Manchester United
Op 2 september 2013 stapte Fellaini over van Everton naar Manchester United. Dat gebeurde letterlijk in de laatste minuut van de zomertransfermarkt. De Engelse club betaalde 27 miljoen pond (dat is omgerekend ruim € 32.400.000,-) voor de stevige middenvelder. Bij Manchester werd hij opnieuw verenigd met coach David Moyes. Hij tekende er een contract voor 4 seizoenen met optie. Hij debuteerde voor Manchester United op Old Trafford op 14 september 2013 als invaller in een 2-0 overwinning tegen Crystal Palace. Hij viel in de 62ste minuut in voor Anderson. Ook Adnan Januzaj, een andere Belg, maakte zijn officiële debuut in het shirt van Manchester United. Zijn eerste seizoen was echter geen succes. Fellaini kon de hoge verwachtingen die met zijn transfersom gepaard gingen niet inlossen. Bovendien zorgde blessureleed ervoor dat hij een groot deel van het seizoen mist (hij speelde slechts 16 competitiewedstrijden voor United). Ook Manchester United kende geen goed seizoen. De club greep naast een Europees ticket en zette nog voor het einde van het seizoen coach Moyes aan de deur.
Tijdens de zomermaanden van 2014 werd Louis van Gaal aangesteld als de nieuwe manager van Manchester United. De Britse pers berichtte in diezelfde periode meermaals dat Fellaini andere oorden mocht opzoeken. De kopbalsterke middenvelder bleef uiteindelijk op Old Trafford en wist ook in het team van Van Gaal een plaats af te dwingen. In de zeges tegen Stoke City (2-1), Queens Park Rangers (0-2) en Tottenham Hotspur (3-0) scoorde hij telkens de openingstreffer. In 2015 scoorde hij tegen Brugge de 3-1 en daarmee mocht Manchester United naar de CL.
In het seizoen 2015/16 speelde Manchester United op 21 mei 2016 de FA Cup-finale tegen Crystal Palace op Wembley. Na 90 minuten stond het 1-1. United won in de verlengingen met 1-2. Fellaini speelde de volledige 120 minuten. Fellaini was eerder in de FA Cup al twee keer belangrijk voor The Red Devils. Eerst met een doelpunt in de kwartfinale tegen West Ham United, daarna met een goal in de halve finale tegen zijn oude club Everton. Op 23 mei 2016, 2 dagen na het winnen van de FA-cup werd Van Gaal ontslagen, dit omwille van tegenvallende resultaten in de competitie (Manchester United werd pas vijfde). 4 dagen later werd de Portugees José Mourinho aangesteld.
Op 7 augustus 2016 speelde Manchester United de Engelse Supercup, beter bekend als de FA Community Shield, tegen kampioen Leicester City die met 2-1 gewonnen werd. Fellaini speelde de volledige wedstrijd. In januari 2017 raakte bekend dat de optie in zijn contract gelicht zou worden. Zo blijft hij nog tot medio 2018 op Old Trafford. Op 26 februari 2017 speelde United de finale van de League Cup tegen Southampton. United wint de wedstrijd in extremis met 3-2 na 2 goals van Ibrahimović en 1 goal van Lingard. Fellaini begon op de bank en mocht in de slotminuut invallen voor Martial om de zege veilig te stellen.
Marouane Fellaini scoorde in de halve finale van de Europa League het beslissende doelpunt tegen Celta de Vigo. Op 24 mei 2017 speelde hij met Manchester United de finale van de Europa League in het Friends Arena in Solna. Daarin werd Ajax met 2-0 verslagen. Fellaini stond de hele wedstrijd op het veld en gaf de assist aan Pogba voor de eerste goal. De Rode Duivel speelde alweer een imponerend sterke match voor de Red Devils. Vooral met het hoofd was Fellaini onverslaanbaar. Onze landgenoot won maar liefst 15 luchtduels, dat waren er drie meer dan alle Ajax-spelers samen. Dat is bovendien een nieuw record in de geschiedenis van de Europa League. Niet alleen een record van een finale, maar van alle wedstrijden ooit gespeeld in deze competitie. Hij werd verkozen tot “Man van de Match” van de finale. Dit was meteen de derde beker in één seizoen die United in de lucht mocht steken. Fellaini is de tiende Belg in buitenlandse loondienst met een Europese trofee, de vijfde van de huidige generatie Rode Duivels. In de competitie werd United pas zesde.
Op 8 augustus 2017 werd de UEFA Super Cup beslecht tegen Real Madrid. Fellaini begon op de bank en mocht na 56 minuten invallen voor Herrera. Hij kon echter niet verhinderen dat United met 2-1 de boot in ging. In het seizoen 2017/18 speelde United op 19 mei 2018 opnieuw de FA Cup-finale, ditmaal tegen Chelsea. De wedstrijd werd verloren met 1-0, na een penaltygoal van Eden Hazard. Fella kwam niet in actie omwille van een spierblessure. In de competitie werd United dit seizoen vice-kampioen na stadsgenoot Manchester City. In juni 2018 verlengde Fellaini zijn aflopende contract tot de zomer van 2020. Mourinho verklaarde dat Fellaini belangrijke kwaliteiten heeft, die hij probeert in te zetten naargelang de situatie en wat het team nodig heeft. Hij speelde zowel als verdedigende middenvelder, als tweede aanvaller of als een van twee middenvelders.
In het seizoen 2018/19 liep het niet goed voor United in de competitie. Tegenvallende resultaten waren hun deel waardoor half december 2018 de achterstand op de koploper van de Premier League opliep tot liefst negentien punten. Daarom werd Mourinho ontslagen en vervangen door Ole Gunnar Solskjaer, een oudgediende op Old Trafford. Dit had grote gevolgen voor Fellaini aangezien de Noorse coach geen fan was. Onder José Mourinho was de middenvelder nog een belangrijke kracht, onder Solskjaer komt hij amper nog aan de bak. Daarom werd hij op de transferlijst geplaatst.
Fellaini speelde 177 wedstrijden voor United, waarin hij 22 keer het doel vond.

### Shandong Luneng Taishan
Op 1 februari 2019 maakte Fellaini de overstap van Manchester United ondanks interesse van AC Milan naar de Chinese club Shandong Luneng Taishan voor een kleine € 12.000.000,-. Fellaini had 10,5 seizoenen in de Premier League gespeeld. Hij tekent er een contract voor 3 jaar en krijgt er een 'monsterloon'. Hij wordt er ploegmaat van Graziano Pellè, een Italiaans ex-international. Zo werd Fellaini de derde landgenoot in China na Yannick Ferreira Carrasco (Dalian Yifang) en Mousa Dembélé (Guangzhou R&F FC).
Met Shandong Luneng eindigde hij in zijn eerste seizoen op de vierde plaats in de competitie en bereikte hij de bekerfinale. Persoonlijk kende hij een goed seizoen. Hij kwam tot 12 goals en 5 assists in 33 wedstrijden.
Marouane Fellaini was de eerste Belgische profvoetballer die positief testte op het coronavirus. Toen hij op 22 maart 2020 terugkeerde van Dubai naar China, vertoonde de besmette Fellaini geen al te zware symptomen, maar hij werd wel opgenomen in het ziekenhuis. Daar werd er een behandeling opgestart. Fellaini werd na drie weken genezen verklaard, maar moest wel nog twee weken in quarantaine blijven in zijn huis vooraleer hij mocht beginnen te trainen.
Op de openeningsspeeldag van het seizoen 2020 wist Fellaini drie keer te scoren. Zijn ploeg kwam in de eerste helft op achterstand tegen Dalian. Het leek ook 1-0 te blijven, tot ‘Big Fella’, die bij afwezigheid van de geblesseerde Graziano Pellè als valse ‘negen’ speelde, zijn duivels ontbond. Hij scoorde de gelijkmaker in minuut 79 en maakte snel daarna zijn tweede én derde treffer, telkens met het hoofd. Een zuivere hattrick dus. Uiteindelijk werd er met 2-3 gewonnen.
Op 19 december 2020 veroverde Fellaini zijn eerste trofee in China. Het won de beker van China tegen kampioen Jiangsu Suning met 0-2. Fellaini speelde de hele wedstrijd. Alle bekerwedstrijden werden dit seizoen in een bubbel in Suzhou gespeeld. Voor Shandong Luneng is het de zesde Chinese beker.
In juni 2021 tekende Fellaini een nieuw contract, tot december 2025. Hij zal dan 38 jaar zijn. Hiermee lijkt hij zijn voetbalcarrière te gaan afsluiten in China.
Op 26 december 2021 kroonde Fellaini zich met Shandong Taishan tot kampioen in de Chinese Super League. Hij scoorde de openingsgoal in de met 2-0 gewonnen wedstrijd tegen Hebei. Zijn openingsgoal in de titelmatch was meteen zijn tiende treffer van het seizoen. Hiermee zijn goals had fellaini een enorm aandeel in de titel. Met nog twee wedstrijden voor de boeg konden Fellaini en zijn ploegmaats niet meer ingehaald worden. Voor de club is het de eerste landstitel sinds 2010 en de vijfde in haar geschiedenis. Voor Fellaini is het de tweede titel is zijn carrière. Op 9 september 2022 wint Marouane Fellaini met Shandong Taishan voor het tweede jaar op rij de Chinese FA Cup. In de finale versloeg hij in het Luneng Big Stadium in Jinan Shanghai Port, de club van coach Ivan Leko met 1-0. De Braziliaan Jádson zorgde acht minuten voor tijd voor de verlossing. Kapitein Fellaini speelde de hele wedstrijd voor Shandong.
In 2022 greep Marouane Fellaini naast een tweede landstitel op rij. Titelconcurrent Wuhan Three Towns, die 2 jaar geleden nog in derde klasse speelden, verzekerde zich van de titel dankzij een forfaitzege. Shandong Luneng, de ploeg van Fellaini telde evenveel punten, maar had een minder doelpuntensaldo. Fellaini tikte het seizoen af met zeven goals en vier assists in 28 wedstrijden. Begin januari pakte Shandong Taishan haar derde bekerzege op rij door met 2-1 te winnen van Zhejiang Professional. Marouane Fellaini ontbrak bij Shandong Taishan met een schouderblessure.
Begin september 2023 maakte Fellaini bekend dat hij zijn Chinese club zou verlaten op het einde van het seizoen. In zijn laatste seizoen werd zijn club opnieuw tweede. De middenvelder was goed voor elf doelpunten en twee assists in 26 competitiewedstrijden. Fellaini zou in totaal 141 wedstrijden spelen voor Shandong. Daarin maakte hij 50 doelpunten en lukte hij 12 assists.
Ondanks interesse uit de Emiraten, Qatar, Saudi-Arabië, Turkije,... kondigde de 36-jarige Fellaini op 3 februari 2024, na een rijkgevulde carrière van achttien jaar, zijn voetbalpensioen aan.

## Clubstatistieken
| Seizoen     | Club              | Competitie     | Competitie | Competitie | Beker | Beker | Internationaal | Internationaal | Totaal | Totaal |
| Seizoen     | Club              | Competitie     | Wed.       | Dlp.       | Wed.  | Dlp.  | Wed.           | Dlp.           | Wed.   | Dlp.   |
| ----------- | ----------------- | -------------- | ---------- | ---------- | ----- | ----- | -------------- | -------------- | ------ | ------ |
| 2006/07     | Standard Luik     | Eerste klasse  | 30         | 3          | 7     | 1     | 3              | 0              | 40     | 4      |
| 2007/08     | Standard Luik     | Eerste klasse  | 31         | 6          | 5     | 1     | 3              | 0              | 39     | 7      |
| 2008/09     | Standard Luik     | Eerste klasse  | 3          | 0          | 0     | 0     | 2              | 0              | 5      | 0      |
| Club totaal | Club totaal       | Club totaal    | 64         | 9          | 12    | 2     | 8              | 0              | 84     | 11     |
| 2008/09     | Everton           | Premier League | 30         | 8          | 5     | 1     | 0              | 0              | 35     | 9      |
| 2009/10     | Everton           | Premier League | 23         | 2          | 4     | 0     | 7              | 1              | 34     | 3      |
| 2010/11     | Everton           | Premier League | 20         | 1          | 5     | 2     | —              | —              | 25     | 3      |
| 2011/12     | Everton           | Premier League | 34         | 3          | 9     | 2     | —              | —              | 43     | 5      |
| 2012/13     | Everton           | Premier League | 31         | 11         | 5     | 1     | —              | —              | 36     | 12     |
| 2013/14     | Everton           | Premier League | 3          | 0          | 1     | 1     | —              | —              | 4      | 1      |
| Club totaal | Club totaal       | Club totaal    | 141        | 25         | 29    | 7     | 7              | 1              | 177    | 33     |
| 2013/14     | Manchester United | Premier League | 16         | 0          | 0     | 0     | 5              | 0              | 21     | 0      |
| 2014/15     | Manchester United | Premier League | 27         | 6          | 4     | 1     | —              | —              | 31     | 7      |
| 2015/16     | Manchester United | Premier League | 18         | 1          | 8     | 2     | 8              | 1              | 34     | 4      |
| 2016/17     | Manchester United | Premier League | 28         | 1          | 8     | 2     | 11             | 1              | 47     | 4      |
| 2017/18     | Manchester United | Premier League | 16         | 4          | 3     | 0     | 3              | 1              | 22     | 5      |
| 2018/19     | Manchester United | Premier League | 14         | 0          | 2     | 1     | 5              | 1              | 21     | 2      |
| Club totaal | Club totaal       | Club totaal    | 119        | 12         | 24    | 6     | 32             | 4              | 176    | 22     |
| 2019        | Shandong Luneng   | Super League   | 22         | 8          | 4     | 1     | 8              | 4              | 34     | 13     |
| 2020        | Shandong Luneng   | Super League   | 18         | 5          | 5     | 3     | 0              | 0              | 23     | 8      |
| 2021        | Shandong Luneng   | Super League   | 20         | 10         | 3     | 1     | 0              | 0              | 23     | 11     |
| 2022        | Shandong Luneng   | Super League   | 14         | 4          | 0     | 0     | 0              | 0              | 14     | 4      |
| Club totaal | Club totaal       | Club totaal    | 74         | 27         | 12    | 5     | 8              | 4              | 94     | 36     |
| TOTAAL      | TOTAAL            | TOTAAL         | 398        | 76         | 78    | 20    | 55             | 9              | 531    | 102    |

## Interlandcarrière

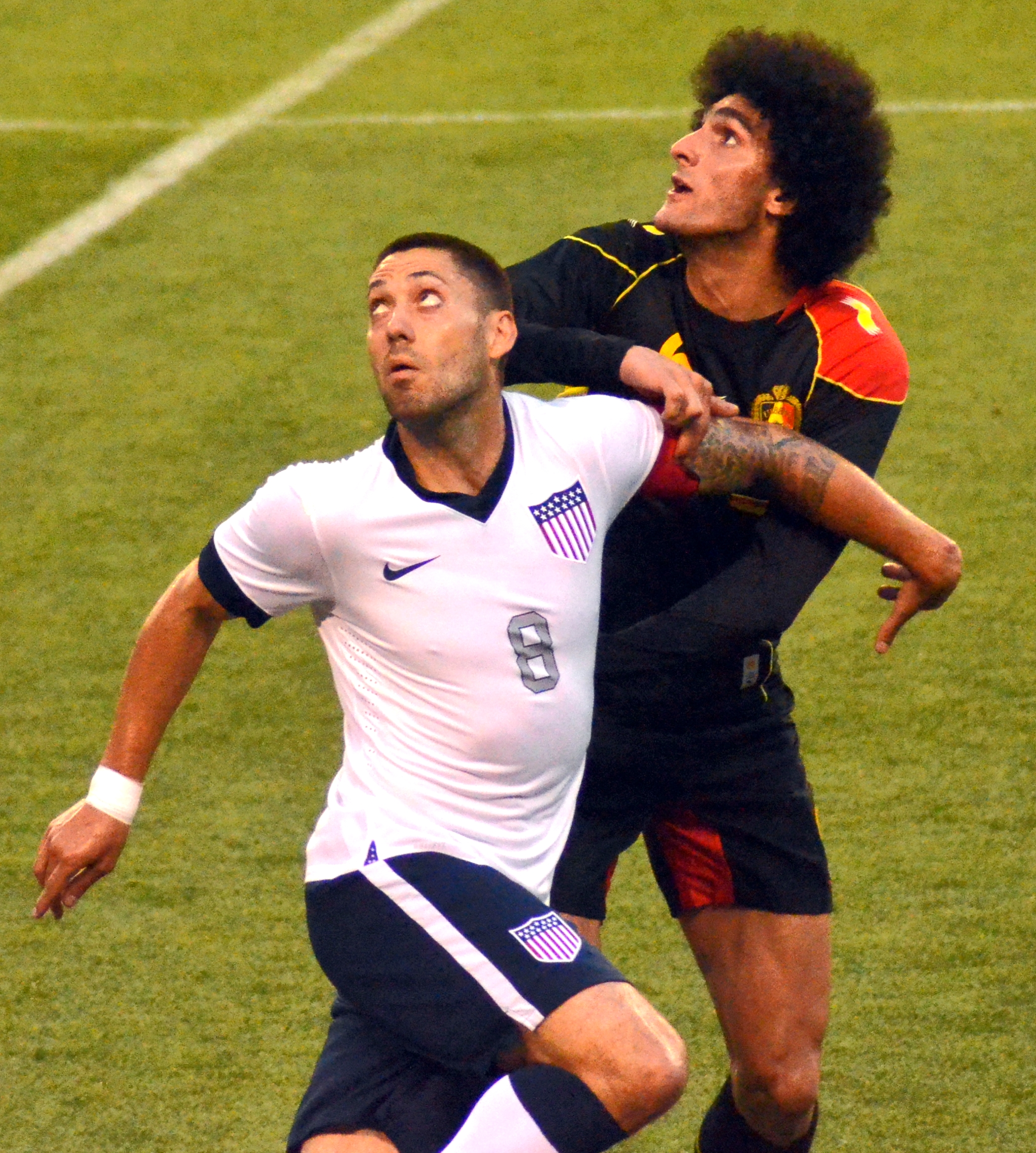
Fellaini in duel met Clint Dempsey tijdens Verenigde Staten-België (29 mei 2013).

### België
Marouane Fellaini werd in België geboren en speelde als tiener voor de nationale jeugdploegen van België. In 2007 nam hij met de beloften van België deel aan het EK -21 in Nederland. Na een 2-2 gelijkspel tegen het gastland werd België tweede in zijn groep. Daardoor mochten de jonge Duivels naar de halve finale en waren ze zeker van een deelname aan de Olympische Spelen in Peking. Op de Olympische Spelen kwam België sterk voor de dag. De Rode Duivels verloren in hun eerste wedstrijd nipt van Brazilië. Fellaini kreeg na 87 minuten wel een rode kaart en kwam later in het toernooi niet meer in actie. Nadien won België van China en Nieuw-Zeeland. In de kwartfinale versloeg het Belgisch elftal Italië, waar toen onder meer Sebastian Giovinco, Riccardo Montolivo en Giuseppe Rossi deel uitmaakten van de selectie. België versloeg de Azzurri met 2-3. In de halve finale bleek Nigeria een maatje te groot, België verloor met 4-1. In de strijd om de bronzen medaille verloren de Duivels opnieuw tegen het Brazilië van Ronaldinho, Marcelo, Diego en Rafinha.
Een jaar voor de Olympische Spelen had Fellaini al zijn debuut gemaakt voor de Rode Duivels. Het was toenmalig bondscoach René Vandereycken die hem voor het eerst selecteerde. Fellaini kon ook voor Marokko kiezen, maar opteerde voor zijn geboorteland. Zijn eerste interland speelde hij op 7 februari 2007. België verloor toen met 0-2 van Tsjechië, Fellaini speelde de volledige 90 minuten. De Marokkaanse Belg werd meteen een vaste waarde onder Vandereycken, die zich met de Rode Duivels niet wist te plaatsen voor het EK 2008 en het WK 2010. Vandereycken werd ontslagen, maar ook onder diens opvolgers Franky Vercauteren en Dick Advocaat werd hij regelmatig geselecteerd. Later, onder Georges Leekens, vormde hij samen met Timmy Simons en gewezen ploegmaat Axel Witsel een driehoek op het middenveld. Ook onder vorig bondscoach Marc Wilmots was hij een vaste waarde.

#### WK 2014 Brazilië
Op het WK zelf werd Fellaini in de 64ste minuut in de eerste groepswedstrijd tegen Algerije ingezet als invaller voor Mousa Dembélé. In de 70ste minuut maakte hij de gelijkmaker (1-1) met een kopbal. Tegen Rusland en Zuid-Korea stond hij in de basis. Er werd gewonnen met 0-1. Zowel tegen de Verenigde Staten in de 8ste finale (2-1 na verlengingen) als in de kwartfinale tegen Argentinië stond de rijzige middenvelder 90 minuten op het veld. De Belgen werden uitgeschakeld door een sterker Argentijns elftal met 1-0.

#### EK 2016 Frankrijk
Fellaini had een groot aandeel in de kwalificatie voor het EK 2016. Zo scoorde hij 2 maal tegen Cyprus en 1 maal tegen Israël en Bosnië en Herzegovina. In de eerste groepswedstrijd tegen Italië stond hij in de basis. De wedstrijd werd echter met 0-2 verloren, waardoor hij in de 2 volgende groepswedstrijden uit het elftal verdween. In de 8ste finale, tegen Hongarije, mocht hij invallen. België won met 4-0. Tegen Wales in de kwartfinale viel hij eveneens in. België verloor verrassend met 3-1 en was uitgeschakeld.

#### WK 2018 Rusland
Ook onder bondscoach Roberto Martínez was Fellaini een vaste waarde. Hij behoorde tot de 23-koppige selectie voor het WK 2018 in Rusland. Fellaini was een belangrijke schakel voor België op dit WK. Zo scoorde hij de 2-2 met een harde kopbal, zijn handelsmerk, in 8ste finale tegen Japan. België won de wedstrijd in de toegevoegde tijd met 3-2 na een magistrale counter die afgewerkt werd door Nacer Chadli. In de kwartfinale werd Brazilië geklopt met een sterke Fellaini in de basis. Het werd 1-2. In de halve finale tegen Frankrijk werd verloren met 1-0. Fellaini mocht hierin invallen. In totaal speelde hij in vijf van de zeven wedstrijden mee. In de troostfinale werd met 2-0 gewonnen tegen Engeland zonder Fellaini. Zo behaalde België voor het eerst in zijn geschiedenis een (bronzen) medaille op een WK.
Na het WK werd Fellaini nog opgeroepen voor de kwalificaties van Nations League '18/'19, maar hij kwam niet in actie. Op 7 maart 2019, tijdens de kwalificatie voor EK van 2020, maakte hij bekend dat hij zou stoppen als Rode Duivel. Fellaini speelde op dat ogenblik voor het Chinese Shandong Luneng. Big Fella kwam 12 jaar uit voor de Rode Duivels. Hij maakte 18 doelpunten in 87 interlands voor de Rode Duivels. Hij behaalde 97 selecties.

## Interlands
| Interlands van Marouane Fellaini voor België | Interlands van Marouane Fellaini voor België | Interlands van Marouane Fellaini voor België | Interlands van Marouane Fellaini voor België | Interlands van Marouane Fellaini voor België | Interlands van Marouane Fellaini voor België |
| No.                                          | Datum                                        | Wedstrijd                                    | Uitslag                                      | Soort Wedstrijd                              | Doelpunten                                   |
| Als speler bij Standard Luik                 | Als speler bij Standard Luik                 | Als speler bij Standard Luik                 | Als speler bij Standard Luik                 | Als speler bij Standard Luik                 | Als speler bij Standard Luik                 |
| -------------------------------------------- | -------------------------------------------- | -------------------------------------------- | -------------------------------------------- | -------------------------------------------- | -------------------------------------------- |
| 1.                                           | 7 februari 2007                              | België – Tsjechië                            | 0 – 2                                        | Vriendschappelijk                            | -                                            |
| 2.                                           | 24 maart 2007                                | Portugal – België                            | 4 – 0                                        | Kwalificatie EK 2008                         | -                                            |
| 3.                                           | 2 juni 2007                                  | België – Portugal                            | 1 – 2                                        | Kwalificatie EK 2008                         | 55'                                          |
| 4.                                           | 6 juni 2007                                  | Finland – België                             | 2 – 0                                        | Kwalificatie EK 2008                         | -                                            |
| 5.                                           | 12 september 2007                            | Kazachstan – België                          | 2 – 2                                        | Kwalificatie EK 2008                         | -                                            |
| 6.                                           | 17 oktober 2007                              | België – Armenië                             | 3 – 0                                        | Kwalificatie EK 2008                         | -                                            |
| 7.                                           | 17 november 2007                             | Polen – België                               | 2 – 0                                        | Kwalificatie EK 2008                         | -                                            |
| 8.                                           | 21 november 2007                             | Azerbeidzjan – België                        | 0 – 1                                        | Kwalificatie EK 2008                         | -                                            |
| 9.                                           | 26 maart 2008                                | België – Marokko                             | 1 – 4                                        | Vriendschappelijk                            | -                                            |
| 10.                                          | 30 mei 2008                                  | Italië – België                              | 3 – 1                                        | Vriendschappelijk                            | -                                            |
| Als speler bij Everton                       |                                              |                                              |                                              |                                              |                                              |
| 11.                                          | 6 september 2008                             | België – Estland                             | 3 – 2                                        | Kwalificatie WK 2010                         | -                                            |
| 12.                                          | 10 september 2008                            | Turkije – België                             | 1 – 1                                        | Kwalificatie WK 2010                         | -                                            |
| 13.                                          | 11 oktober 2008                              | België – Armenië                             | 2 – 0                                        | Kwalificatie WK 2010                         | 37'                                          |
| 14.                                          | 15 oktober 2008                              | België – Spanje                              | 1 – 2                                        | Kwalificatie WK 2010                         | -                                            |
| 15.                                          | 28 maart 2009                                | België – Bosnië en Herzegovina               | 2 – 4                                        | Kwalificatie WK 2010                         | -                                            |
| 16.                                          | 1 april 2009                                 | Bosnië en Herzegovina – België               | 2 – 1                                        | Kwalificatie WK 2010                         | -                                            |
| 17.                                          | 12 augustus 2009                             | Tsjechië – België                            | 3 – 0                                        | Vriendschappelijk                            | -                                            |
| 18.                                          | 5 september 2009                             | Spanje – België                              | 5 – 0                                        | Kwalificatie WK 2010                         | -                                            |
| 19.                                          | 10 oktober 2009                              | België – Turkije                             | 2 – 0                                        | Kwalificatie WK 2010                         | -                                            |
| 20.                                          | 14 november 2009                             | België – Hongarije                           | 3 – 0                                        | Vriendschappelijk                            | 38'                                          |
| 21.                                          | 17 november 2009                             | Qatar – België                               | 0 – 2                                        | Vriendschappelijk                            | -                                            |
| 22.                                          | 3 september 2010                             | België – Duitsland                           | 0 – 1                                        | Kwalificatie EK 2012                         | -                                            |
| 23.                                          | 7 september 2010                             | Turkije – België                             | 3 – 2                                        | Kwalificatie EK 2012                         | -                                            |
| 24.                                          | 8 oktober 2010                               | Kazachstan – België                          | 0 – 2                                        | Kwalificatie EK 2012                         | -                                            |
| 25.                                          | 12 oktober 2010                              | België – Australië                           | 4 – 4                                        | Kwalificatie EK 2012                         | 47'                                          |
| 26.                                          | 17 november 2010                             | Rusland – België                             | 0 – 2                                        | Vriendschappelijk                            | -                                            |
| 27.                                          | 10 augustus 2011                             | Slovenië – België                            | 0 – 0                                        | Vriendschappelijk                            | -                                            |
| 28.                                          | 02 september 2011                            | Azerbeidzjan – België                        | 1 – 1                                        | Kwalificatie EK 2012                         | -                                            |
| 29.                                          | 06 september 2011                            | België – Verenigde Staten                    | 1 – 0                                        | Vriendschappelijk                            | -                                            |
| 30.                                          | 11 oktober 2011                              | Duitsland – België                           | 3 – 1                                        | Kwalificatie EK 2012                         | 86'                                          |
| 31.                                          | 11 november 2011                             | België – Roemenië                            | 1 – 1                                        | Vriendschappelijk                            | -                                            |
| 32.                                          | 15 november 2011                             | Frankrijk – België                           | 0 – 0                                        | Vriendschappelijk                            | -                                            |
| 33.                                          | 29 februari 2012                             | Griekenland – België                         | 1 – 1                                        | Vriendschappelijk                            | -                                            |
| 34.                                          | 25 mei 2012                                  | België – Montenegro                          | 2 – 2                                        | Vriendschappelijk                            | -                                            |
| 35.                                          | 2 juni 2012                                  | Engeland – België                            | 1 – 0                                        | Vriendschappelijk                            | -                                            |
| 36.                                          | 7 september 2012                             | Wales – België                               | 0 – 2                                        | Kwalificatie WK 2014                         | -                                            |
| 37.                                          | 11 september 2012                            | België – Kroatië                             | 1 – 1                                        | Kwalificatie WK 2014                         | -                                            |
| 38.                                          | 14 november 2012                             | Roemenië – België                            | 2 – 1                                        | Vriendschappelijk                            | -                                            |
| 39.                                          | 22 maart 2013                                | Noord-Macedonië – België                     | 0 – 2                                        | Kwalificatie WK 2014                         | -                                            |
| 40.                                          | 26 maart 2013                                | België – Noord-Macedonië                     | 1 – 0                                        | Kwalificatie WK 2014                         | -                                            |
| 41.                                          | 29 mei 2013                                  | Verenigde Staten – België                    | 2 – 4                                        | Vriendschappelijk                            | 65'                                          |
| 42.                                          | 07 juni 2013                                 | België – Servië                              | 2 – 1                                        | Kwalificatie WK 2014                         | 60'                                          |
| 43.                                          | 14 augustus 2013                             | België – Frankrijk                           | 0 – 0                                        | Vriendschappelijk                            | -                                            |
| Als speler bij Manchester United             |                                              |                                              |                                              |                                              |                                              |
| 44.                                          | 6 september 2013                             | Schotland – België                           | 0 – 2                                        | Vriendschappelijk                            | -                                            |
| 45.                                          | 11 oktober 2013                              | Kroatië – België                             | 1 – 2                                        | Kwalificatie WK 2014                         | -                                            |
| 46.                                          | 14 november 2013                             | België – Colombia                            | 0 – 2                                        | Vriendschappelijk                            | -                                            |
| 47.                                          | 19 november 2013                             | België – Japan                               | 2 – 3                                        | Vriendschappelijk                            | -                                            |
| 48.                                          | 5 maart 2014                                 | België – Ivoorkust                           | 2 – 2                                        | Vriendschappelijk                            | 17'                                          |
| 49.                                          | 26 mei 2014                                  | België – Luxemburg                           | 5 – 1                                        | Vriendschappelijk                            | -                                            |
| 50.                                          | 1 juni 2014                                  | Zweden – België                              | 0 – 2                                        | Vriendschappelijk                            | -                                            |
| 51.                                          | 7 juni 2014                                  | België – Tunesië                             | 1 – 0                                        | Vriendschappelijk                            | -                                            |
| 52.                                          | 17 juni 2014                                 | België – Algerije                            | 2 – 1                                        | WK 2014 groepsfase                           | 70'                                          |
| 53.                                          | 22 juni 2014                                 | België – Rusland                             | 1 – 0                                        | WK 2014 groepsfase                           | -                                            |
| 54.                                          | 27 juni 2014                                 | Zuid-Korea – België                          | 0 – 1                                        | WK 2014 groepsfase                           | -                                            |
| 55.                                          | 1 juli 2014                                  | België – Verenigde Staten                    | 2 – 1                                        | WK 2014 achtste finale                       | -                                            |
| 56.                                          | 5 juli 2014                                  | Argentinië – België                          | 1 – 0                                        | WK 2014 kwartfinale                          | -                                            |
| 57.                                          | 10 oktober 2014                              | België – Andorra                             | 6 – 0                                        | EK-kwalificatie 2016                         | -                                            |
| 58.                                          | 13 oktober 2014                              | Bosnië en Herzegovina – België               | 1 – 1                                        | EK-kwalificatie 2016                         | -                                            |
| 59.                                          | 12 november 2014                             | België – IJsland                             | 3 – 1                                        | Vriendschappelijk                            | -                                            |
| 60.                                          | 16 november 2014                             | België – Wales                               | 0 – 0                                        | Kwalificatie EK 2016                         | -                                            |
| 61.                                          | 28 maart 2015                                | België – Cyprus                              | 5 – 0                                        | Kwalificatie EK 2016                         | 21' 66'                                      |
| 62.                                          | 31 maart 2015                                | Israël – België                              | 0 – 1                                        | Kwalificatie EK 2016                         | 9'                                           |
| 63.                                          | 7 juni 2015                                  | Frankrijk – België                           | 3 – 4                                        | Vriendschappelijk                            | 17' 42'                                      |
| 64.                                          | 3 september 2015                             | België – Bosnië en Herzegovina               | 3 – 1                                        | Kwalificatie EK 2016                         | 23'                                          |
| 65.                                          | 6 september 2015                             | Cyprus - België                              | 0 – 1                                        | Kwalificatie EK 2016                         | -                                            |
| 66.                                          | 13 oktober 2015                              | België – IJsland                             | 3 – 1                                        | Kwalificatie EK 2016                         | -                                            |
| 67.                                          | 29 maart 2016                                | Portugal - België                            | 2 – 1                                        | Vriendschappelijk                            | -                                            |
| 68.                                          | 28 mei 2016                                  | Zwitserland - België                         | 1 – 2                                        | Vriendschappelijk                            | -                                            |
| 69.                                          | 1 juni 2016                                  | België – Finland                             | 1 – 1                                        | Vriendschappelijk                            | -                                            |
| 70.                                          | 5 juni 2016                                  | België – Noorwegen                           | 3 – 2                                        | Vriendschappelijk                            | -                                            |
| 71.                                          | 13 juni 2016                                 | België – Italië                              | 0 – 2                                        | EK 2016 groepsfase                           | -                                            |
| 72.                                          | 26 juni 2016                                 | Hongarije – België                           | 0 – 4                                        | EK 2016 achtste finale                       | -                                            |
| 73.                                          | 1 juli 2016                                  | Wales – België                               | 3 – 1                                        | EK 2016 kwartfinale                          | -                                            |
| 74.                                          | 6 september 2016                             | Cyprus – België                              | 0 – 3                                        | Kwalificatie WK 2018                         | -                                            |
| 75.                                          | 7 oktober 2016                               | België – Bosnië en Herzegovina               | 4 – 0                                        | Kwalificatie WK 2018                         | -                                            |
| 76.                                          | 25 maart 2017                                | Griekenland – België                         | 1 – 1                                        | Kwalificatie WK 2018                         | -                                            |
| 77.                                          | 5 juni 2017                                  | België – Tsjechië                            | 2 – 1                                        | Vriendschappelijk                            | 52'                                          |
| 78.                                          | 9 juni 2017                                  | Estland – België                             | 0 – 2                                        | Kwalificatie WK 2018                         | -                                            |
| 79.                                          | 3 september 2017                             | Griekenland – België                         | 1 – 2                                        | Kwalificatie WK 2018                         | -                                            |
| 80.                                          | 7 oktober 2017                               | Bosnië en Herzegovina – België               | 3 – 4                                        | Kwalificatie WK 2018                         | -                                            |
| 81.                                          | 2 juni 2018                                  | België – Portugal                            | 0 – 0                                        | Vriendschappelijk                            | -                                            |
| 82.                                          | 6 juni 2018                                  | België – Egypte                              | 3 – 0                                        | Vriendschappelijk                            | 90+2'                                        |
| 83.                                          | 23 juni 2018                                 | België – Tunesië                             | 5 – 2                                        | WK 2018 groepsfase                           | -                                            |
| 84.                                          | 28 juni 2018                                 | Engeland – België                            | 0 – 1                                        | WK 2018 groepsfase                           | -                                            |
| 85.                                          | 2 juli 2018                                  | België – Japan                               | 3 – 2                                        | WK 2018 achtste finale                       | 74'                                          |
| 86.                                          | 6 juli 2018                                  | Brazilië – België                            | 1 – 2                                        | WK 2018 kwartfinale                          | -                                            |
| 87.                                          | 10 juli 2018                                 | Frankrijk – België                           | 1 – 0                                        | WK 2018 halve finale                         | -                                            |
| Totaal                                       | Totaal                                       | Totaal                                       | Totaal                                       | Totaal                                       | 18                                           |

Bijgewerkt t.e.m. 10 juli 2018

## Erelijst
| Competitie                    |               |               |               |               |
| Competitie                    | Aantal        | Jaren         |               |               |
| Standard Luik                 | Standard Luik | Standard Luik | Standard Luik | Standard Luik |
| ----------------------------- | ------------- | ------------- | ------------- | ------------- |
| Kampioen Eerste klasse        | 1×            | 2007/08       |               |               |
| Belgische Supercup            | 1×            | 2008          |               |               |
| Manchester United             |               |               |               |               |
| UEFA Europa League            | 1x            | 2016/17       |               |               |
| FA Cup                        | 1×            | 2015/16       |               |               |
| League Cup                    | 1×            | 2016/17       |               |               |
| FA Community Shield           | 1×            | 2016          |               |               |
| Shandong Luneng Taishan       |               |               |               |               |
| Kampioen Chinese Super League | 1x            | 2021          |               |               |
| Beker van China               | 1×            | 2020, 2021    |               |               |

| Competitie                  | Winnaar | Winnaar | Runner-up | Runner-up | Derde  | Derde  |
| Competitie                  | Aantal  | Jaren   | Aantal    | Jaren     | Aantal | Jaren  |
| België                      | België  | België  | België    | België    | België | België |
| --------------------------- | ------- | ------- | --------- | --------- | ------ | ------ |
| Wereldkampioenschap voetbal |         |         |           |           | 1x     | 2018   |

Individueel
- Ebbenhouten Schoen: 2008
- Beste Belg in het buitenland: 2008

Erkenning
- 2015 UnitedHumans Award